# نجم راديوي

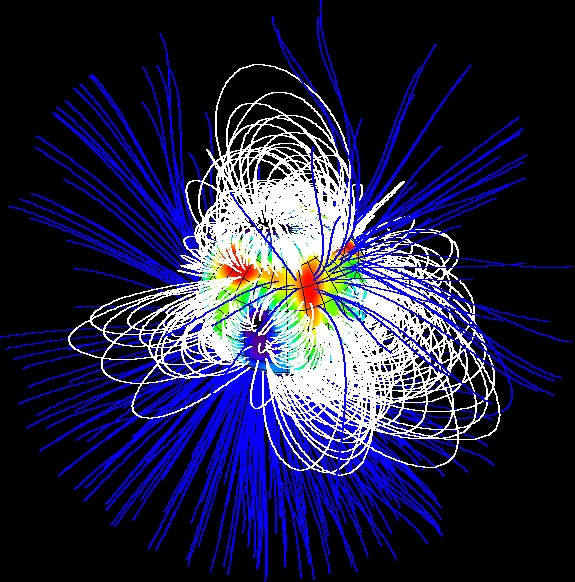
المجال المغناطيسي لسطح نجم أس يو أور (نجمة ناشئة من نوع نجم تي الثور.)

مصادر راديوية نجمية، أو النجوم الراديوية هي أجرام فلكية نجمية تنتج انبعاثات وفيرة من مختلف الترددات الراديوية، سواء كانت ثابتة أو نابضة. الانبعاثات الراديوية من النجوم يمكن أن تنتج بطرق عديدة ومتنوعة.
النجم النابض، هو نوع من النجوم النيوترونية ومثال للنجم الراديوي.
النابضات العامالة بطاقة الدوران، كما يوحي اسمها، مدعومة من تباطئ دورانها.ويغذي الدوران المجال المغناطيسي، الذي يولد الانبعاثات الراديوية. ولا تنتج كل النبضات التي تعمل بطاقة الدوران نبضاتها في الطيف الراديوي. بعض نبضات الميلي ثانية تولد الأشعة السينية بدلا من ذلك.وبصرف النظر عن النبضات الراديوية ونبضات الأشعة السينية، هناك أيضا نباض أشعة غاما، والتي هي في الغالب عبارة عن نجوم مغناطيسية. بعض النبضات الراديوية هي نباضات بصرية.
ويتميز أيضا نوع آخر من النجم النيوتروني بانبعاثات راديوية: وهي النجوم الراديوية الدوارة العابرة . وكما يوحي الاسم، فإن الانبعاثات الراديوية من هذة النجوم غير منتظمة.
ومن المعروف أن الشمس، أقرب نجم إلى الأرض، تنبعث منها موجات راديوية، وعلى الرغم من أنها تقريبا النجم العادي الوحيد الذي تم الكشف عنه في الطيف الراديوي، لا تعتبر الشمس نجم راديوي لأنها ليست مصدر راديوي قوي.